# 渡波站
渡波站（日语：／ Watanoha eki */?）是一個位於宮城縣石卷市渡波町一丁目，屬於東日本旅客鐵道（JR東日本）石卷線的鐵路車站。2011年3月11日因東日本大地震和之後的海嘯造成全線關閉，直至2012年3月17日恢復運作。2023年3月24日，新站房啟用。

## 車站結構
對向式月台2面2線的地面車站。各月台之間以站內平交道連絡。

### 月台配置
| 月台 | 路線                        | 方向 | 目的地           |
| ---- | --------------------------- | ---- | ---------------- |
| 1    | ■石卷線                     | 上行 | 石卷、小牛田方向 |
| 1    | ■仙石東北線                 | 上行 | 仙台方向         |
| 2    | ■石卷線 （包括■仙石東北線） | 下行 | 女川方向         |

## 相鄰車站
東日本旅客鐵道
■石卷線（包括■■仙石東北線）
■快速（紅快速）、■普通
陸前稻井－渡波－萬石浦

## 外部連結
- JR東日本 渡波駅 （页面存档备份，存于）